# Rhynchotechum vestitum
Rhynchotechum vestitum är en tvåhjärtbladig växtart som beskrevs av Nathaniel Wallich och Charles Baron Clarke. Rhynchotechum vestitum ingår i släktet Rhynchotechum och familjen Gesneriaceae. Inga underarter finns listade i Catalogue of Life.